# Символы древнегреческих денежных и весовых единиц

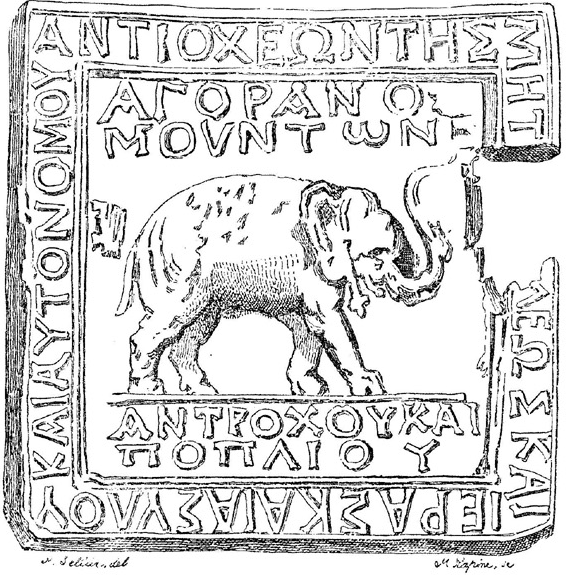
Мина из Антиохии

Символы древнегреческих монет — краткие обозначения таких древнегреческих монет и счётных единиц, как талант, мина, статер, драхма, обол, халк, лепта и некоторых других.

## Краткий обзор монетной системы Древней Греции
Как и любая другая античная, денежная система Древней Греции была основана на единицах массы, которые одновременно выполняли функции и весовых, и счётных единиц. Для Греции это были прежде всего талант, мина, драхма и обол.
Талант (др.-греч. τάλαντον, лат. talentum — буквально «вес», «груз») был высшей весовой единицей Древней Греции, заимствованной из Вавилона. Вавилонский талант, который, по одной из версий, первоначально обозначал вес вола, делился на 60 мин, а мина, в свою очередь — на 60 шекелей (сиклей). Из Вавилонии талант был принят в качестве весовой единицы семитскими народностями и получил распространение в бассейне Средиземного моря. Как весовая и счётная единица Греции талант упоминался уже Гомером. Как и вавилонский, он делился на 60 мин, но мина состояла уже из 100 частей — драхм, а драхма — из 6 оболов. Таким образом, 1 талант был равен 60 минам, 6000 драхм, 36 000 оболов.
Слово мина (др.-греч. μνᾶ, лат. mina, mna) происходит от ассиро-вавилонского «мана» — считать; драхма (др.-греч. δραχμή, лат. drachma) — от древнегреческого слова «горсть» или «схваченное рукой». Название восходит ко временам, когда средством денежного обмена были металлические четырёхгранные прутики — оболы (др.-греч. ὀβολός — «вертел»), шесть штук которых, зажатые в горсть, и составляли драхму. В Энциклопедическом словаре Брокгауза и Ефрона приводится другая версия происхождения слова «драхма»: от ассирийского «дараг-мана», что означает «шестидесятая мины», поскольку первоначально драхма могла составлять не 1⁄100, а 1⁄60 мины.
Необходимо упомнятуть ещё три базовых денежных единицы Древней Греции: статер, халк и лепту. Статер (др.-греч. στατήρ) — «коромысло весов», «весы») — как правило, обозначал двойной (иногда тройной) вес — прежде всего драхмы, то есть был равен 1/50 мины или 2 драхмам. Название халк (др.-греч. χαλκός) происходит от древнегреческого слова χαλκός (медь) или от названия города Халцис, активно торговавшего медью. Лепта (др.-греч. λεπτόν от λεπτός — «без кожуры», то есть тонкий, маленький) — первоначально самая малая единица веса, ставшая затем самой мелкой медной монетой. В Афинах 1 обол был равен 8 халкам, а халк — 7 лептам. Примерно в I веке н. э. 1 халк равнялся уже 2 лептам.
Характерной чертой денежной системы Древней Греции было отсутствие единой монетной стопы, хотя базовые соотношения денежных единиц (1 талант = 60 мин = 6000 драхм = 36 000 оболов) сохранялись для всех полисов. Каждый полис, будучи политически автономным, обладал правом чеканки собственной монеты и использовал свои собственные нормы (общее число центров чеканки Древней Греции и её колоний превышает 2000), поэтому можно говорить лишь о наиболее распространённой стопе. Таковой с момента возвышения Афин стала аттическая монетная стопа, которая утвердилась в Афинах в результате законодательства Солона предположительно в начале VI века до н. э., вытеснив эгинскую монетную стопу. Ещё в архаическую эпоху аттическая норма распространилась в Северной Греции, в Киренах (северо-африканское побережье) и на Сицилии. В IV веке до н. э. Филипп II ввёл её в Македонской империи для золотых монет, а Александр Македонский — для серебряных. В итоге аттическая стопа стала господствующей нормой для чеканки монет в Восточном Средиземноморье.

## Краткий обзор систем счисления Древней Греции
До введения так называемых арабских цифр в Греции использовались системы записи чисел, основанные на буквах — акрофоническая и алфавитная. В первой каждую или базовую цифру обозначает буква, с которой начинается соответствующее цифре слово; во второй цифрам соответствуют буквы, обычно следующие в алфавитном порядке. Для наглядности различия этих систем можно проиллюстрировать на примере современных русских слов и букв:
- акрофоническая запись: 1 = «О» («Один»), 5 = «П» («Пять»), 10 = «Д» («Десять») и т. д.
- алфавитная запись: 1 = «А», 2 = «Б», 3 = «В» и т. д.

Исторически более ранней системой записи чисел была акрофоническая, которая использовалась до III века до н. э. При этом, как и в случае с монетной стопой, у каждого греческого полиса были свои особенности записи чисел, но господствовала аттическая (геродианова или старогреческая) разновидность акрофонической системы. На смену ей пришла ионическая (ионийская, александрийская или новогреческая) разновидность алфавитной записи чисел.
Для записи чисел в этих системах использовались следующие знаки:
| Единицы            | 1   | 2   | 3   | 4   | 5   | 6   | 7   | 8   | 9   |
| ------------------ | --- | --- | --- | --- | --- | --- | --- | --- | --- |
| Аттическая система |     |     |     |     |     |     |     |     |     |
| Ионическая система | α   | β   | γ   | δ   | ε   | ϝ   | ζ   | η   | θ   |
| Десятки            | 10  | 20  | 30  | 40  | 50  | 60  | 70  | 80  | 90  |
| Аттическая система |     |     |     |     |     |     |     |     |     |
| Ионическая система | ι   | κ   | λ   | μ   | ν   | ξ   | ο   | π   | ϟ   |
| Сотни              | 100 | 200 | 300 | 400 | 500 | 600 | 700 | 800 | 900 |
| Аттическая система |     |     |     |     |     |     |     |     |     |
| Ионическая система | ρ   | σ   | τ   | υ   | φ   | χ   | ψ   | ω   | ϡ   |

### Особенности аттической системы счисления
В аттической системе счисления числа больше тысячи строились на основе следующих символов:
- — 1000;
- — 5000;
- — 10 000;
- — 50 000.

Таким образом, запись чисел имела следующий вид:
- — 117;
- — 15 115.

Для обозначения денежных сумм использовались дополнительные знаки, которые:
- в соответствии с принципами акрофонии в большинстве случаев (кроме драхмы и обола) обозначались первыми буквами названий денежных единиц:

 — талант;
 — мина;
 — статер;
 — драхма;
 — обол;
 — халк;
- участвуя в образовании денежной суммы, заменяли собою знак цифры, например:

  — 2707 талантов;
   — 2707 драхм;
    — 2707 талантов и 2 драхмы.
Разница между символами единицы, тысячи и десяти тысяч с одной стороны и идентичными им знаками обола, халка и мины с другой была понятна из контекста.

### Особенности ионической системы счисления
В отличие от аттической в ионической системе записи чисел особых символов для денежных единиц не существовало. При необходимости использовались обычные сокращения их названий. Сами эти сокращения не включались в запись денежной суммы, как в аттической системе.

## Сводная таблица символов счётных и весовых единиц Древней Греции
| Название единицы            | Отношение к драхме (вес в граммах в аттической монетной стопе) | Основной символ в аттической системе счисления (Юникод) | Прочие символы (Юникод) |
| --------------------------- | -------------------------------------------------------------- | ------------------------------------------------------- | ----------------------- |
| Талант (др.-греч. τάλαντον) | 6000 драхм (26 196 г)                                          | Τ (тау) (03A4)                                          | ź (1017A)               |
| Мина (др.-греч. μνᾶ)        | 100 драхм (436,6 г)                                            | Μ (мю) (039C)                                           | —                       |
| Статер (др.-греч. στατήρ)   | 2 драхмы (8,73 г)                                              | Σ (сигма) (03A3)                                        | —                       |
| Драхма (др.-греч. δραχμή)   | 1 драхма (4,37 г)                                              | ł () (10142)                                            | Ż (<·) (1017B)          |
| Обол (др.-греч. ὀβολός)     | 1⁄6 драхмы (0,73 г)                                            | I (йота) (0399)                                         | ż (~) (1017C)           |
| Халк (др.-греч. χαλκός)     | 1⁄48 драхмы, 1⁄8 обола (0,09 г)                                | Χ (хи) (03A7)                                           | —                       |
| Лепта (др.-греч. λεπτόν)    | 1⁄96 драхмы, 1⁄2 халка (0,05 г)                                | н/д                                                     | —                       |

## Символы драхмынового времениисовременности
В Древней Греции у слова драхма было два родственных значения, каждое из которых имело собственный символ:
- как единицы денежного счёта — ł ();
- как весовой единицы — Ż (<·);

В период расцвета Древнего Рима драхма как единица веса была включена в древнеримскую систему единиц измерения и в качестве одной из базовых величин алхимии и фармацевтики дожила до XX века. Её символ в этом качестве — ʒ.
Наконец, с 1832 года драхма — национальная валюта Греции, замённая в 2002 году на евро. Её символ — ₯.